# Pop rock
Pop rock je hudební žánr, který mísí chytlavost popu a nenáročné texty ve většinou kytarových rockových skladbách. Existují různé definice tohoto pojmu, od pomalejší a jemnější formy rocku až po podžánr pop music. Kritici tento žánr označují za podbízivý, komerční a méně autentický, než je rocková hudba.
Známými interprety jsou například Anastacia, Alanis Morissette, Coldplay, Oasis, Chinaski,Nightwork, Duran Duran, Elton John, Slza, Mirai,  Mňága a Žďorp a další.